# Ibanez MTM
Az Ibanez MTM egy a japán Ibanez hangszercég által készített elektromos gitár. A hangszer kifejlesztésében részt vett a Slipknot együttes gitárosa, Mick Thomson is, így az Ibanez az ő nevével hozta forgalomba a modellt.

## Felépítése
A gitár tömör mahagóni testtel rendelkezik, melynek az MTM1-es modellváltozat esetében nyak is része. A test mély bevágásokkal rendelkezik, hogy a magas fekvéseket is könnyen el lehessen érni az összesen 24 érintős nyakon. A nyak érdekessége még, hogy a fogólapon nincsenek pozíciójelölő berakások. A hangolókulcsok a fej alsó részén találhatóak. A hat húr hangolása is egyedi: gyárilag B-F#-B-E-G#-C# (alulról fölfelé haladva).
Az Ibanez MTM összesen két modellváltozatban készül:
- Az MTM1 vérvörös (blood red) színben készül, testen átmenő nyakkal. Nyakán a seven felirat olvasható. A hangszedők: EMG 60-as ikertekercses a nyaknál, és EMG 81 a hídoldalon.
- Az MTM2 fekete színben kapható. A nyak itt csavarozott (bolt-on) rögzítéssel kapcsolódik a testhez. A hangszedők Ibanez V7, illetve V8-asok.

## Külső hivatkozások
- Ibanez MTM modellek
- The Ibanez Forum – The Official Ibanez MTM Thread